# Phyto rasnitzyni
Phyto rasnitzyni är en tvåvingeart som beskrevs av Yu. G. Verves 1982. Phyto rasnitzyni ingår i släktet Phyto och familjen gråsuggeflugor. Inga underarter finns listade i Catalogue of Life.